# Франкофонія (фільм)
«Франкофонія» (фр. Francofonia) — французький документально-ігровий драматичний фільм, знятий Олександром Сокуровим. Стрічка була показана у головному конкурсі Венеційського кінофестивалю 2015, а також у секції «Майстри» на міжнародному кінофестивалі у Торонто 2015. У центрі сюжету — порятунок шедеврів Лувру під час німецької окупації.

## Сюжет
Фільм розповідає історію порятунку експонатів Лувру, здійсненого спільними зусиллями двох формальних ворогів — француза, хранителя музею, і німецького офіцера-аристократа, насправді двох службовців однієї влади — магічної сили мистецтва.

## У ролях
- Луї-До де Ланкесе — Жак Жоар
- Венсан Немет — Наполеон Бонапарт
- Бен'ямін Утцерат — Франц Вольф-Меттерніх
- Джоанна Кортальс Альтс — Маріанна

## Сприйняття
Кінокритик Variety Джо Вайссберг назвав фільм «збагачуючим роздумом про Лувр, Париж та роль мистецтва як невід'ємної частини духу цивілізації». Пітер Бредшоу з The Guardian дав стрічці 4 зірки з 5, заявивши, що фільм є сміливою кіно-поемою у прозі, або анімованою інсталяцією картини. «Це захоплююче есе і роздуми про мистецтво, історію та ідеї людства» — додав Бредшоу.

## Визнання
| Нагороди та номінації фільму «Франкофонія» | Нагороди та номінації фільму «Франкофонія» | Нагороди та номінації фільму «Франкофонія»                  | Нагороди та номінації фільму «Франкофонія» | Нагороди та номінації фільму «Франкофонія» | Нагороди та номінації фільму «Франкофонія» |
| Рік                                        | Нагорода                                   | Категорія                                                   | Номінант                                   | Результат                                  |                                            |
| ------------------------------------------ | ------------------------------------------ | ----------------------------------------------------------- | ------------------------------------------ | ------------------------------------------ | ------------------------------------------ |
| 2015                                       | 72-й Венеційський кінофестиваль            | «Золотий лев» за найкращий фільм                            | «Франкофонія»                              | Номінація                                  |                                            |
| 2015                                       | 72-й Венеційський кінофестиваль            | Нагорода Mimmo Rotella                                      | «Франкофонія»                              | Перемога                                   |                                            |
| 2015                                       | 72-й Венеційський кінофестиваль            | Нагорода Fedeora за найкращий євро-середземноморський фільм | «Франкофонія»                              | Перемога                                   |                                            |
| 2015                                       | Лондонський міжнародний кінофестиваль      | Найкращий документальний фільм                              | «Франкофонія»                              | Номінація                                  |                                            |